# HMS Ilex (D61)
HMS Ilex (D61) là một tàu khu trục lớp I được Hải quân Hoàng gia Anh Quốc chế tạo ngay trước Chiến tranh Thế giới thứ hai, đã phục vụ cho đến cuối năm 1943, và từng đánh chìm năm tàu ngầm đối phương. Khi xung đột kết thúc, nó bị bán để tháo dỡ vào năm 1946.

## Thiết kế và chế tạo
Ilex được đặt hàng vào ngày 30 tháng 10 năm 1935 cho hãng John Brown and Company, tại Clydebank, Scotland trong Chương trình Chế tạo Hải quân 1935. Nó được đặt lườn vào ngày 10 tháng 3 năm 1936, được hạ thủy vào ngày 28 tháng 1 năm 1937 và nhập biên chế vào ngày 7 tháng 7 năm 1937 với chi phí 255.072 Bảng Anh, không tính đến những thiết bị do Bộ Hải quân Anh cung cấp như vũ khí, đạn dược và trang bị thông tin liên lạc.
Ilex có trọng lượng choán nước tiêu chuẩn 1.370 tấn Anh (1.390 t), và lên đến 1.888 tấn Anh (1.918 t) khi đầy tải. Con tàu có chiều dài chung 323 foot (98,5 m), mạn thuyền rộng 33 foot (10,1 m) và chiều sâu của mớn nước là 12 foot 5 inch (3,8 m). Nó được cung cấp động lực bởi hai turbine hơi nước hộp số Parsons, dẫn động hai trục chân vịt, cung cấp một công suất tổng cộng 34.000 mã lực càng (25.000 kW) và cho phép có được tốc độ tối đa 36 hải lý trên giờ (67 km/h; 41 mph). Hơi nước được cung cấp cho các turbine bởi ba nồi hơi ống nước Admiralty 3 nồi. Nó mang theo tổng cộng 470 tấn Anh (480 t) dầu đốt, cho phép một tầm xa hoạt động 5.530 hải lý (10.240 km; 6.360 mi) khi di chuyển ở tốc độ đường trường 15 hải lý trên giờ (28 km/h; 17 mph). Thủy thủ đoàn của con tàu gồm 145 sĩ quan và thủy thủ trong thời bình.
Con tàu được trang bị bốn khẩu pháo QF 4,7 in (120 mm) Mk. IX 45-calibre trên các bệ nòng đơn. Cho mục đích phòng không, Ilex có hai khẩu đội súng máy Vickers 0,5 inch (12,7 mm) Mk.I bốn nòng. Nó còn có hai dàn 5 ống phóng ngư lôi trên mặt nước dành cho ngư lôi 21 in (530 mm). Một đường ray thả mìn sâu cùng hai máy phóng được trang bị, và ban đầu có 30 quả mìn sâu được mang theo, nhưng được tăng lên 35 quả không lâu sau khi chiến tranh nổ ra.

## Lịch sử hoạt động
Khi Chiến tranh Thế giới thứ hai nổ ra, Ilex đang được bố trí tại Địa Trung Hải cùng Chi hạm đội Khu trục 3. Nó cùng chi hạm đội được lập tức điều sang dưới quyền Bộ chỉ huy Tiếp cận phía Tây để làm nhiệm vụ hộ tống vận tải. Vào ngày 13 tháng 10, dưới quyền chỉ huy của Thiếu tá Hải quân Philip Lionel Saumarez, và cùng với tàu chị em Imogan, nó đã tấn công và đánh chìm tàu ngầm U-boat Đức Quốc xã U-42 về phía Tây Nam Ireland.

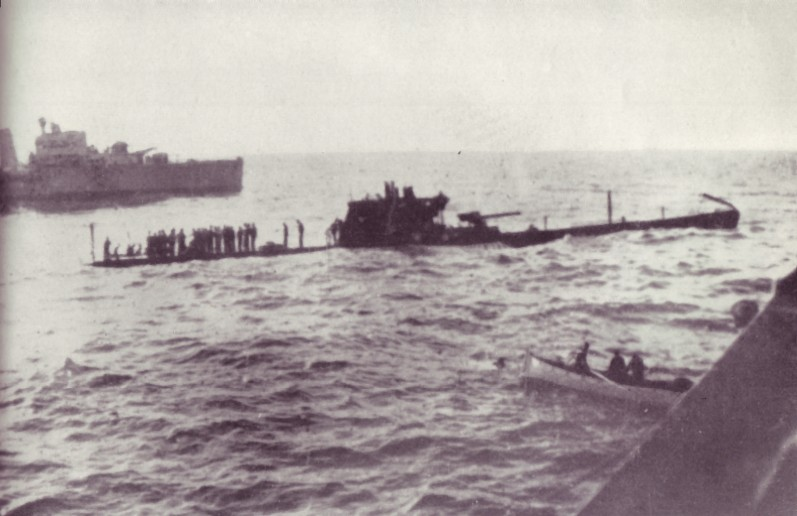
Tàu ngầm Ý Uebi Scebeli đang chìm sau khi bị Ilex và Dainty tấn công

Trong nữa đầu năm 1940, Ilex hoạt động hộ tống hạm đội tại khu vực Bắc Hải. Đến tháng 5, nó chuyển sang Chi hạm đội Khu trục 2 để phục vụ tại Địa Trung Hải. Vào ngày 27 tháng 6, cùng với các tàu khu trục Dainty, Defender, Decoy và tàu khu trục Australia HMAS Voyager, nó thả mìn sâu tấn công tàu ngầm Ý Console Generale Liuzzi ngoài khơi đảo Crete. Chiếc tàu ngầm buộc phải nổi lên mặt nước và tự đánh đắm. Hai ngày sau, 29 tháng 6, cũng các con tàu trên đã tấn công và có thể đã đánh chìm tàu ngầm Ý Argonauta vào khoảng 06 giờ 15 phút, cho dù rất có thể chiếc tàu ngầm này bị một máy bay Short Sunderland của Không quân Hoàng gia Anh đánh chìm trễ hơn cùng ngày hôm đó. Cũng trong ngày 29 tháng 6, Dainty và Ilex chia sẻ chiến công đánh chìm tàu ngầm Ý Uebi Scebeli về phía Tây Nam đảo Crete. Ilex đã tham gia trận Calabria, vào ngày 19 tháng 6, nó đã hộ tống cho tàu tuần dương Australia HMAS Sydney trong việc đánh chìm tàu ngầm Ý Bartolomeo Colleoni ngoài khơi mũi Spada, cứu vớt được 230 người sống sót. Nó tiếp tục phục vụ cùng Hạm đội Địa Trung Hải trong suốt năm 1940, vào ngày 11 tháng 11 được bố trí trong thành phần hộ tống cho tàu sân bay Illustrious trong trận Taranto, cuộc không kích nhắm vào Hạm đội Ý tại cảng Taranto.

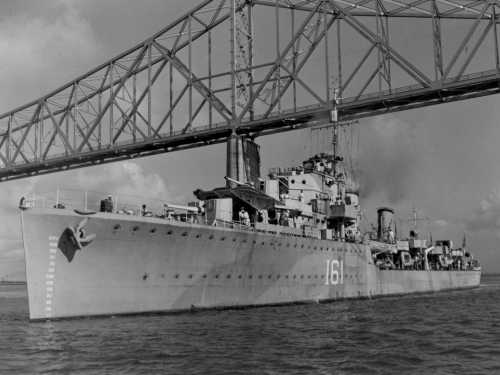
Ilex tại Charleston, Hoa Kỳ vào ngày 7 tháng 9 năm 1942.

Vào ngày 20 tháng 3 năm 1941, Ilex tham gia thành phần hộ tống cho các tàu chiến chủ lực của hạm đội trong trận chiến mũi Matapan. Vào ngày 14 tháng 6, trong một hoạt động nhằm ngăn cản sự can thiệp của các tàu chiến thuộc phe Vichy Pháp, nó chịu đựng hư hại nặng cấu trúc do các quả bom ném suýt trúng từ máy bay ném bom bổ nhào đối phương. Nó được kéo đến Haifa, và trải qua một loạt các sửa chữa tạm thời tại Haifa, Suez, Aden, Mombassa và Durban để có thể đi đến Hoa Kỳ, nơi nó được sửa chữa toàn diện và tái trang bị. Ilex chỉ hoạt động trở lại vào tháng 9 năm 1942, và trải qua thời gian còn lại của năm 1942 hoạt động tại Freetown, Sierra Leone trong vai trò hộ tống vận tải.
Vào tháng 2 năm 1943, Ilex quay trở lại khu vực Địa Trung Hải, rồi trong tháng 7 và tháng 8 đã tham gia các cuộc đổ bộ của lực lượng Đồng Minh lên Sicily và Salerno. Vào ngày 13 tháng 7, với sự trợ giúp của tàu khu trục Echo, nó đã đánh chìm tàu ngầm Ý Nereide về phía Đông Nam eo biển Messina. Đến tháng 12, nó được rút khỏi hoạt động thường trực do tình trạng vật chất quá kém. Nó bị bỏ không tại Bizerte, Tunisia, rồi được chuyển đến Ferryville vào tháng 6 năm 1944, và tiếp tục bị bỏ không tại đây. Đến tháng 3 năm 1945, nó được kéo đến Malta để sửa chữa, và đến tháng 4 được xếp loại"hạng dự bị loại C", được đánh giá qua khảo sát là"không còn nhu cầu sử dụng trong tương lai". Nó được đưa vào danh sách loại bỏ vào tháng 8.
Ilex bị bán để tháo dỡ tại Malta vào ngày 22 tháng 1 năm 1946, và được tháo dỡ tại Sicily, Ý vào năm 1948.